# 益原駅
益原駅（ますばらえき）は岡山県和気郡和気町益原に位置していた同和鉱業片上鉄道線の駅（廃駅）である。

## 歴史
- 1923年（大正12年）8月10日：開業。
  - 当時の所在地表示は岡山県和気郡和気町益原であった。
- 1953年（昭和28年）4月1日：和気町（第2次）成立に伴い、所在地表示が岡山県和気郡和気町益原になる。
- 1972年（昭和47年）4月1日：無人駅化。
- 1991年（平成3年）7月1日：路線廃止に伴い廃駅。
- 2003年（平成15年）11月24日：廃線跡が岡山県道703号備前柵原自転車道線（通称：片鉄ロマン街道）として開通。

## 駅構造
1面1線の地上駅で木造駅舎があった。事務室部分は昭和50年代に一時、同和工営株式会社（同和鉱業子会社、2008年解散）が受注した益原地内の堤防工事現場事務所として使用されたことがあった。

## 駅周辺
- 原大谷ノ峯
- 和気鵜飼谷温泉
- 法泉寺

## 廃止後

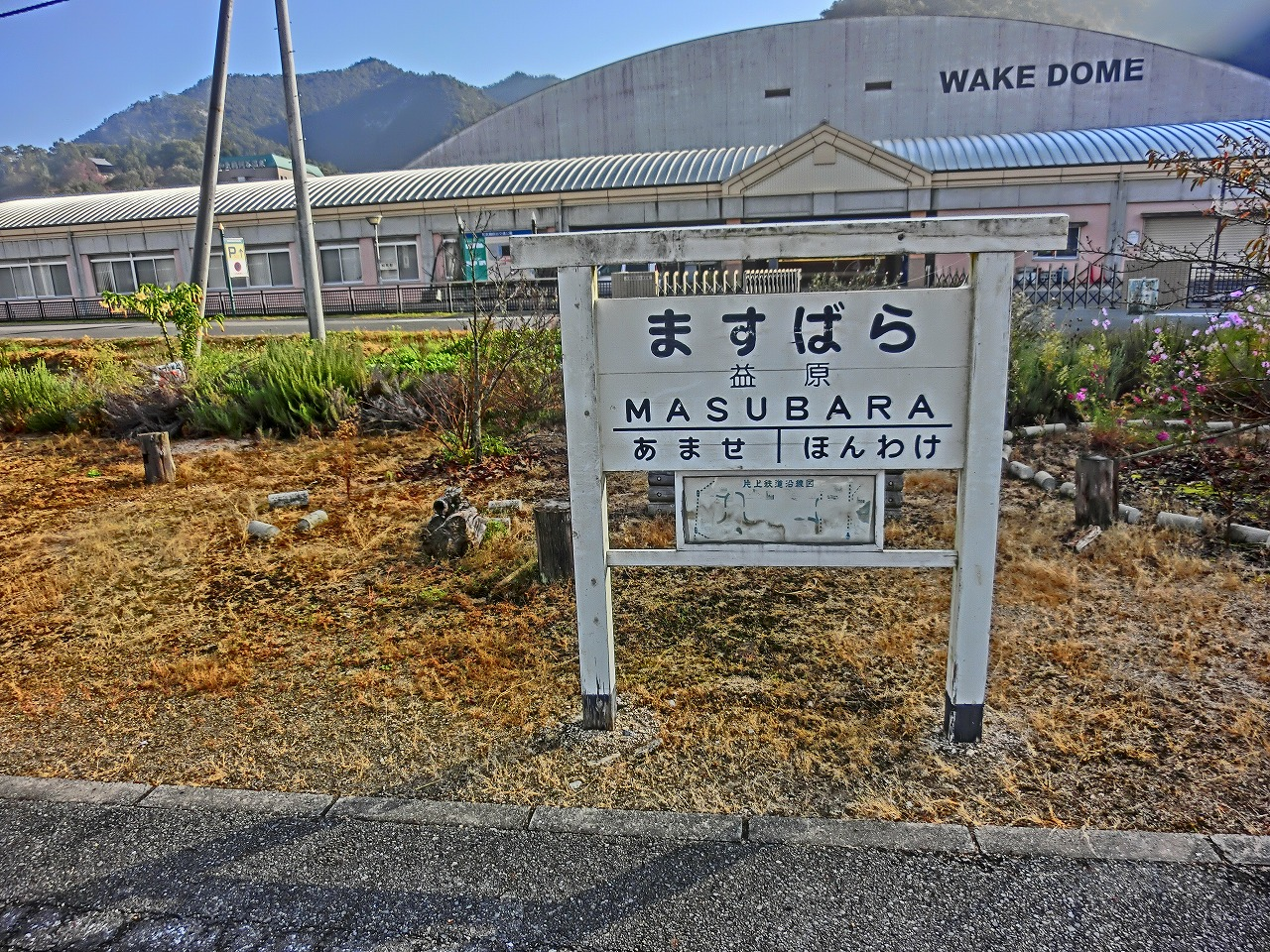
跡地に残る駅名標（2015年）

2018年現在、片鉄ロマン街道沿いに駅の所在を示す駅名標が残る。また、隣の和気鵜飼谷交通公園の敷地内には当線和気駅の駅名標、腕木式信号機、および有蓋車1両が移設のうえ保存されている。

## 隣の駅
同和鉱業
片上鉄道線
本和気駅 - 益原駅 - 天瀬駅